# 와츠 폭동
와츠 폭동 (Watts riots)은 1965년 8월 11일 미국 캘리포니아주 로스앤젤레스에 있는 압도적으로 흑인 이웃 와츠에서 발생한 대규모 폭동이었다. 폭동은 6일간 계속 되어 34명 사망, 1,032명 부상과 3,438명 구속에 결과를 가져오고 34,000명의 주민들이 참여하여 1,000채의 건물들의 파괴로 끝나 총 4천만 달러의 손해를 입었다.

## 사건의 배경
와츠 폭동으로 알려질 것에 불을 붙인 수요일 저녁 7시 경에 감정을 내색이지 않은 교통 정류장이 있었다.
이복 형제 마케트와 로널드 프라이는 로스앤젤레스의 와츠 이웃에서 애벌론 대로와 116번가의 모퉁이 근처에 자신들의 모친의 차량을 몰고 있었던 동안 한 백인 캘리포니아 고속도로 순찰대원에 의하여 끌려갔다.
마케트는 음주 테스트를 떨어졌고 자신이 체포되면서 당황하였다. 감옥에 가는 생각에 마케트의 분노가 치솟자 그와 경찰관들 중 한명 사이에 난투극이 벌어졌다. 로널드가 항의하는 데 부분적으로 합류했으나 또한 자신의 형을 보호하기 위해서였다.
관중이 모이기 시작하고 관중 중에 어떤이와 한 경찰관 사이에 싸움에 결과를 가져온 그들이 적대적이었던 가정 아래 예비 경찰이 도착하였다.
또다른 새롭게 도착한 경찰관은 자신의 진압 지휘봉과 함께 로널드의 배를 찌르고 그러고나서 마케트와 그 경찰관 사이의 싸움에 개입하는 데 이동하였다.
마케느는 진압 지휘봉과 함께 쓰러져 수갑이 체워져 경찰차로 데려가졌다. 프라이 형제의 모친 레나는 현장에 나타나 경찰들이 마케트를 학대하고 있었다는 것을 믿어 그들이 그로부터 떼어내도록 서둘러 또다른 싸움에 결과를 가져왔다.
레나는 체포되었고 자신의 의붓어미의 구속에 평화적으로 개입하는 데 시도 한 후 수갑이 채워진 로널드에 의하여 따라졌다.
관중들은 자신들이 목격한 현장에 관하여 더욱 화가 나면서 더 많은 고속도로 순찰대원들이 도착하여 경찰차로부터 그들이 떨어져 나가도록 하는 데 지휘봉과 산탄총을 이용하였다. 수백명의 더 많은 사람들이 거기서 사이렌들을 조사하는 데 현장으로 몰려들었다.
2명의 오토바이 경찰관들이 떠나려고 시도하면서 한명은 침을 뱉었다. 그 경찰관들은 누가 했는지 자신들이 믿은 여성을 쫓기 위하여 멈추었고 관중은 그들을 중심으로 한 점에 모였으며 그들을 보조하는 데 몇명의 다른 경찰관들을 관중으로 보냈다. 더 많은 경찰차들이 현장으로 불러졌다.
2명의 경찰관들은 조이스 앤 게인스를 찾아 자신들에게 침을 뱉은 것으로 그녀를 체포하려고 했다. 그녀는 반항하고 그녀가 임신 중이었다는 것을 믿은 관중들로부터 끌려나와 더욱 화가 났다.
저녁 7시 45분까지 폭동은 점점 커져가는 사건 때문에 교통 체증에 걸린 버스와 차량들에 돌과 술병과 더 많은 것이 던져지면서 폭동은 만연하였다.

## 와츠가 폭발하다

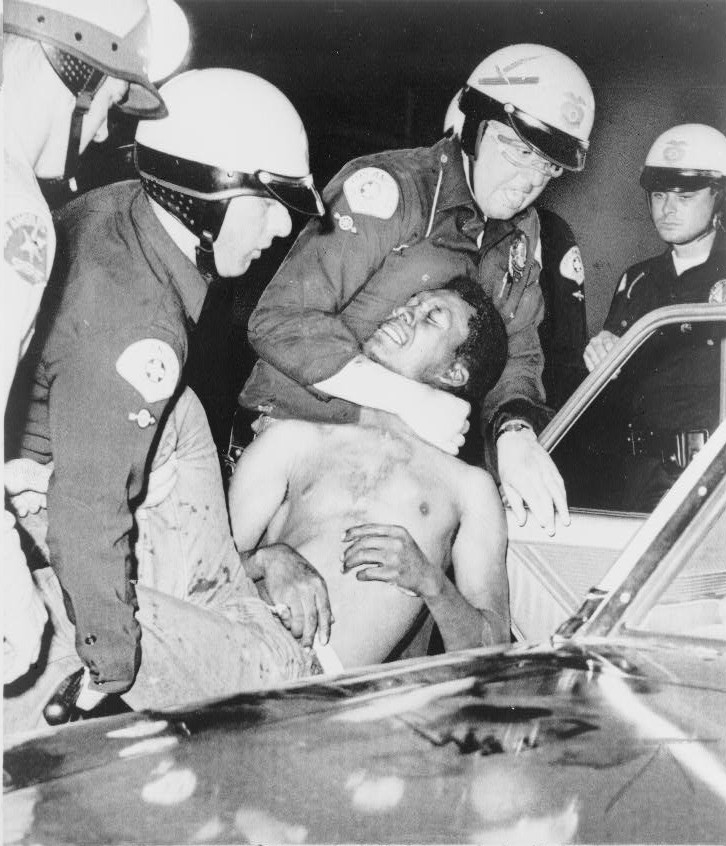
폭동이 일어난 동안 8월 12일 한 흑인 남성을 체포하는 경찰

체포가 있던 다음날 밤 관중들은 돌과 벽돌과 함께 운전자들을 공격하고 백인 경찰관들을 그들의 차량들로부터 끌어내어 그들을 구타하였다.
다음날 아침 경찰이 참석하면서 교회, 지방 정부와 전미 흑인 지위 향상 협회의 대표들을 포함한 와츠의 지도자들에 의하여 주관된 공동체 모임이 있었으며 상황을 진정시키는 데 꾸며졌다. 레나도 또한 참석하여 관중들을 진정시키려고 애원하였다. 그녀와 마케트와 로널드는 전부 그날 아침 보석으로 풀려났다.
모임은 최근의 역사에 흑인 시민들에게 경찰과 정부의 대접에 관하여 쏟아지는 불평이 되었다. 레나에 의한 발언 직후, 한 10대 소년이 마이크로폰을 잡고 폭도들이 로스앤젤레스의 백인 거주 지역들로 이동해 들어가는 데 계획세웠다는 것을 선포하였다.

## 윌리엄 H. 파커

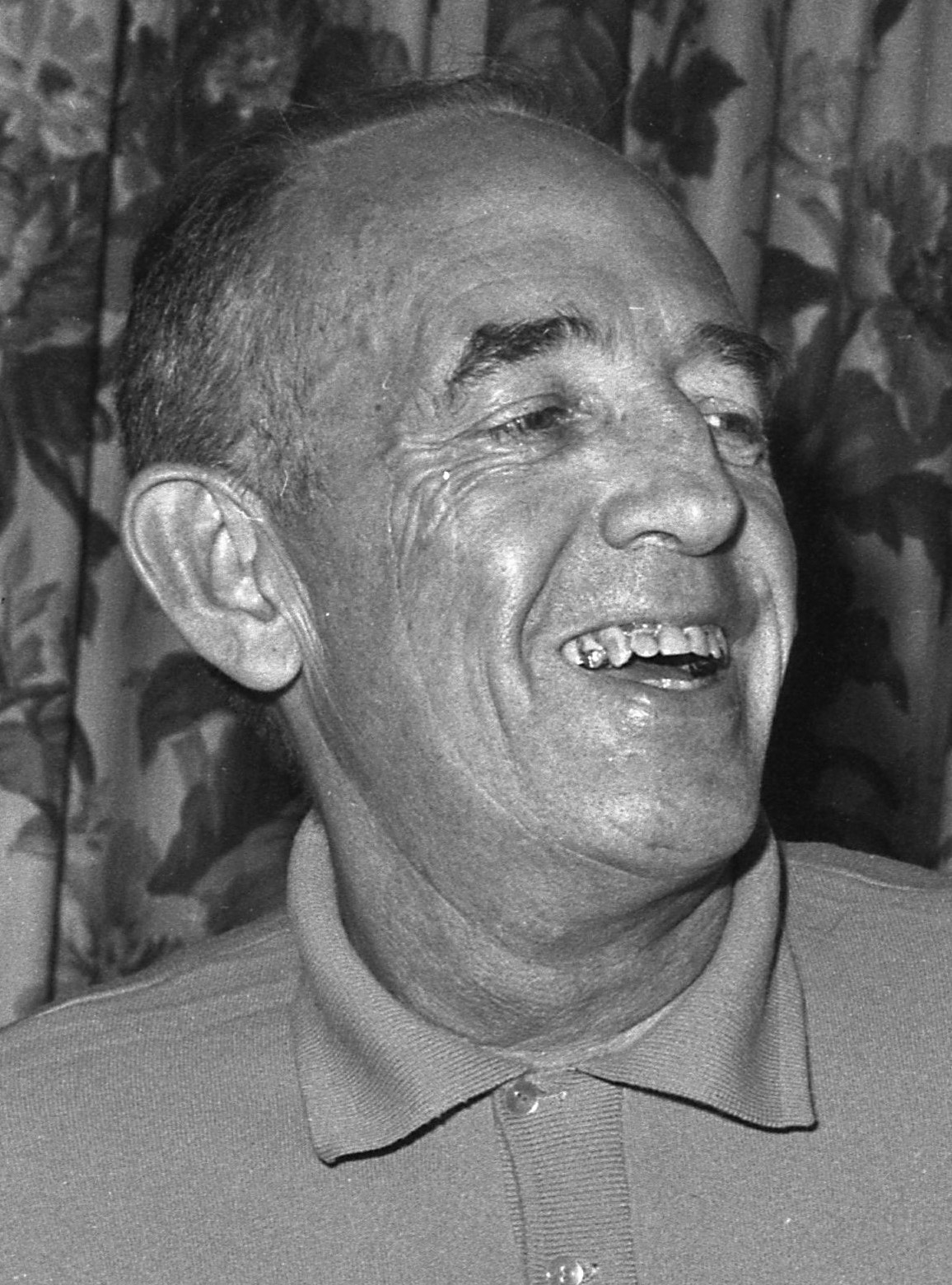
와츠 폭동 당시 로스앤젤레스 경찰국의 서장 윌리엄 H. 파커

지방 지도자들은 경찰에게 더욱 많은 흑인 경찰들을 파견하는 요청하였으나 이것은 주방위군을 부르는 데 준비되었던 로스앤젤레스 경찰국의 서장 윌리엄 H. 파커에 의하여 거절되었다. 이 결정의 말과 10대 소년의 장황한 연설에 관한 후속 뉴스 보고들은 폭동을 확대시키는 원인으로 인정되었다.
전날밤 폭도들이 충돌하고 건물과 차량들에 불을 지르고 지역 상점들을 약탈하였다. 관중들은 소방관들을 공격하고 그들이 불을 끄는 것을 방해하였다.
셋째 날의 말기에 폭동은 로스앤젤레스의 50 스퀘어 마일 부분을 덮었고 14,000명의 주방위군들이 도시로 파견되어 장애물들을 세웠다. 더욱 나가서 충돌들은 경찰과 방위군들에 저격수와 차량과 아파트들에 경찰의 급습들을 포함하였다. 와츠는 전쟁터를 방불케 하였고 폭력은 3일 더 지속되었다.
경찰국 서장 파커는 폭동인들을 "동물원에 있는 원숭이들"로서 비웃으면서 불길을 부채질 하였고 암시하는 무슬림들이 침투하고 동요하고 있었다. 폭동의 최종의 날의 이름 아침에 폭력이 가라앉기 시작하면서 경찰은 모스크를 둘러싸며 발포와 내부의 사람들의 체포에 결과를 가져왔다.
경찰은 옆집 건물을 약탈하여 아무도 도망가지 못하도록 하수구에 최루탄 가스를 뿌렸다. 2개의 화재가 발생하여 모스크를 파괴시켰다. 체포자들에 대한 혐의가 취소되었고 무슬림 공동체는 자신들의 예배 장소를 파괴하는 데 실례로서 폭동을 이용하는 것으로 경찰을 고발하였다.

## 폭동 이후
34명 사망자들의 대부분은 흑인 시민들이었다. 2명의 경찰관과 1명의 소방관이 사상자들 중에 있었고 대부분으로 로스앤젤레스 경찰국 혹은 주방위군의 활동들의 결과인 26명의 사망은 정당한 살인으로 간주되었다.
학교, 고용, 주택, 보건과 경찰국과 관걔들을 향상시킬 것으로 몇몇의 공동체 향상 제안들이 만들어진 후 폭동의 원인들을 연구하는 데 위원회가 설정되었다.
후속 조치가 거의 없었으나 DIY 지방 활동의 새로운 시대가 와츠에서 꽃을 피워 경찰 과잉을 재건하고 감시하기 위하여 흑표당과 가입한 개혁된 거리의 갱단들을 포함하였다.

## 폭동들을 일으킨 원인
와츠 사건에 대비하여 폭동은 1964년과 1965년 전국적으로 벌어진 여러 도시 폭동들과 함께 고립된 사건이 아니었다.
1964년 뉴욕주 로체스터에서 3일간의 폭동이 일어나 4명이 사망하였고, 뉴욕의 할렘과 베드퍼드스타이베선트 이웃들에서 한 젊은 흑인 남성의 총격에 이어 4,000명의 사람들 만큼 많은이들을 연루시킨 6일간 폭동이 벌어졌고, 필라델피아에서 경찰과 난투극에 빠진 한 흑인 부부의 체포에 이어 3일간 폭동이 있었으며 시카고에서 술을 훔치려 했던 한 흑인 여성이 상점 주인에 의하여 공격을 당하고 관중들이 항의하는 데 모였을 때 3일간 폭동이 일어났다.
어떤이들은 와츠 폭동을 외부 선동가들 탓으로 돌렸으나 대부분의 이들은 생활 환경과 기회들의 지속되는 불만, 그리고 경찰과 거주민들 사이의 오랜 긴장의 결과로서 그것을 이해하였다.
1961년 그리피스 파크에서 티켓 없이 회전 목마를 탄 것으로 한 흑인 남성의 체포는 관중이 경찰에 돌과 술병을 던지는 것에 결과를 가져왔다. 1962년 경찰이 네이션 오브 이슬람 모스크를 급습하여 무장하지 않은 한 남성을 살해하자 대량의 항의들에 결과를 가져왔다.
폭동이 일어나기까지 2년 동안 65명의 흑인 거주민들이 경찰에 의하여 총을 맞았는 데 그중에 27명은 등에 맞았고 25명은 무장하지 않았다. 그 같은 기간 동안 거기에 생활 환경에 대항하는 250개의 시위들이 있었다.

## 지속되는 폭력
전국적으로 폭력은 끝나지 않을 것이었다. 8월 12일 와츠에서 긴장이 고조된 다음날 시카고의 곤란한 가필드 파크 이웃이 소방차 사다리 사고에서 데시 메이 윌리엄스의 사망에 이어 3일간의 폭력으로 분출하였다.
이어진 해는 같은 도시에서 폭격, 폭동들과 살해를 보았다. 그리고 2년 후 디트로이트 폭동이 시작되어 43명의 사망에 결과를 가져왔다. 로드니 킹을 구타한 4명의 경찰관들의 재판에 이어진 1992년 로스앤젤레스 폭동은 63명의 사망으로 이끌었고 많은 인종 차별 문제들이 해결되지 않은 것으로 남은 암울한 알림이었다.

## 같이 보기
- 1992년 로스앤젤레스 폭동